# Angelus

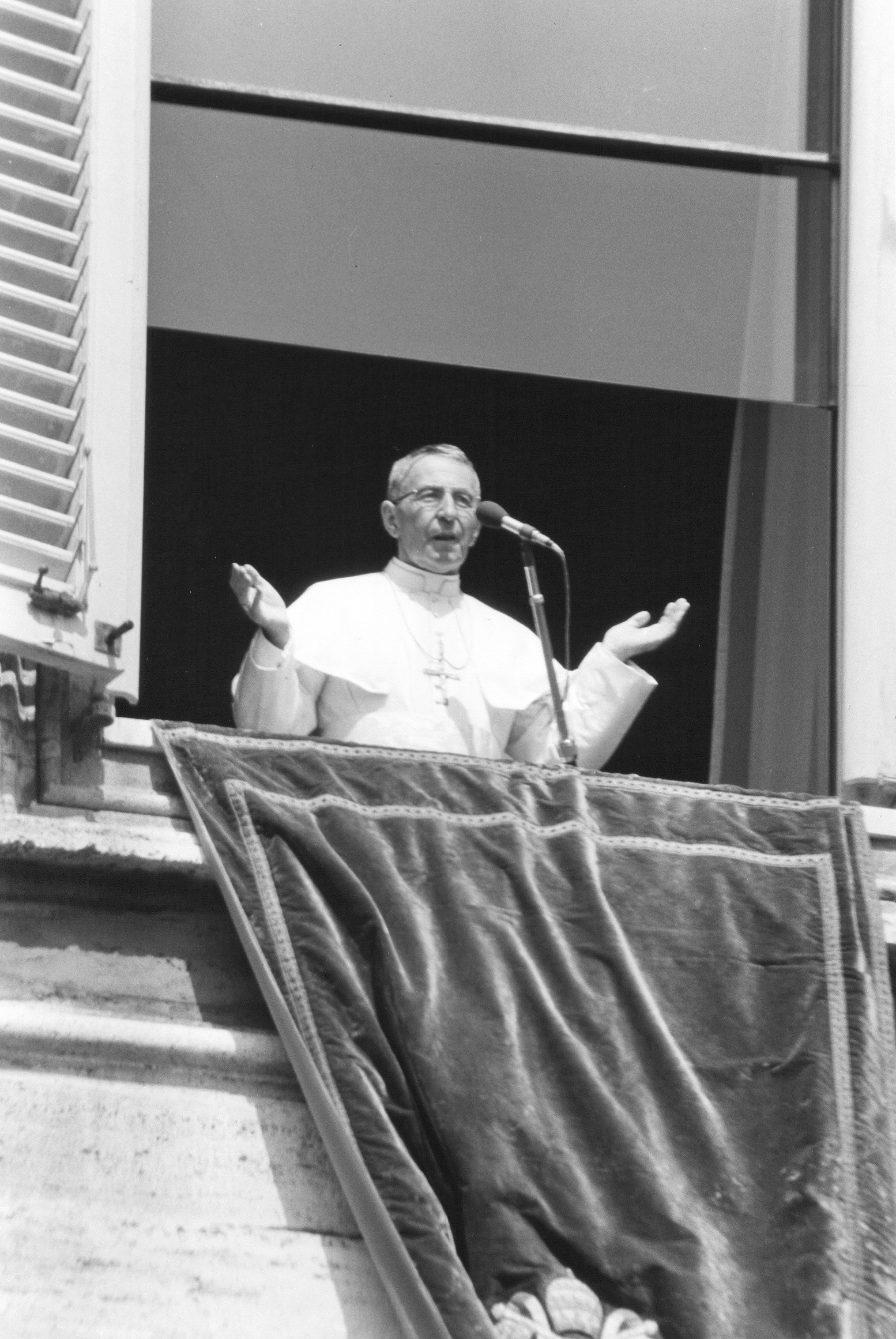
Papa Giovanni Paolo I (1978) affacciato alla piazza San Pietro per la recita dell'Angelus domenicale dalla finestra del suo studio nel Palazzo Apostolico

L'Angelus (o Angelus Domini) è una preghiera cattolica in onore di Maria (madre di Gesù) che i devoti recitano in ringraziamento per il mistero dell'Incarnazione, l'«evento salvifico per cui, secondo il disegno del Padre, il Verbo, per opera dello Spirito Santo, si fece uomo nel grembo di Maria Vergine».
Il testo trae ispirazione dal racconto dell'Annunciazione narrato nel Vangelo di Luca ( 1,26-38.). Consiste essenzialmente di tre brevi testi che raccontano tale episodio, recitati come versetti e responsorio:
℣. Angelus Domini nuntiavit Mariae.
℟. Et concepit de Spiritu Sancto.
℣. Ecce ancilla Domini.
℟. Fiat mihi secundum verbum tuum.
℣. Et Verbum caro factum est.
℟. Et habitavit in nobis.
I tre testi sono alternati con la preghiera dell'Ave Maria, cui fa seguito un altro versetto con il relativo responsorio e un'orazione in cui si prega Dio che per il merito della passione e croce del suo eterno Figlio ci renda degni della sua gloria.
Il nome della preghiera deriva dalla parola iniziale o dalle due parole iniziali del testo in latino.
Questa preghiera mariana viene recitata dai devoti tre volte al giorno: «all'aurora, a mezzogiorno e al tramonto». In tali orari viene suonata una campana, talvolta detta "campana dell'Angelus" o "campana dell'Ave Maria".

## Storia

### Origini
L'origine di questa pratica devozionale è da collocarsi, probabilmente, nei monasteri medievali. Mentre i monaci coristi cantavano le ore liturgiche, composte essenzialmente di salmi (conosciuti a memoria) e di antifone (lette dai codici esposti sui plutei), i conversi, spesso illetterati, interrompevano le loro occupazioni manuali e si univano alla preghiera. Le antifone variabili dell'ufficiatura erano sostituite da quelle fisse che commemoravano l'Incarnazione, mentre i tre salmi delle ore minori erano sostituite dall'Ave Maria. Un versetto e un'orazione concludevano la breve ufficiatura.
L'istituzione ufficiale dell'Angelus con la recita al mattino e alla sera si deve a papa Urbano II che la pubblicò nel concilio di Clermont in Francia (1095) per il felice esito della crociata contro le armate turche. Era comune fin dal XIII secolo l'invito alla preghiera con il Padre Nostro e l'Ave Maria al suono della campana nel momento della Compieta e del coprifuoco: in particolare, san Bonaventura, nel Capitolo Generale dei Frati Minori tenutosi a Pisa nel 1263, prescrisse ai religiosi di esortare i fedeli con il suono della campana a salutare la Madonna ogni sera con la recita di qualche Ave Maria, ricordando il mistero dell'Incarnazione del Signore che si riteneva fosse avvenuto di sera; Fra' Bonvesin de la Riva (1240/50-1313), appartenente all'Ordine degli Umiliati, fece sua la disposizione dei frati francescani ordinando alla città di Milano e dintorni di suonare ogni sera la campana per la recita dell'Ave Maria. Da Milano la pia usanza si estese altrove. Prima di quest'epoca in Francia la devozione era già praticata nella chiesa di Saintes.

### Sviluppo e diffusione
La pratica di recitare tre Ave Maria all'ora del tramonto divenne generale in tutta Europa nella prima metà del XIV secolo, tant'è che papa Giovanni XXII (1245-1334) con la bolla del 13 ottobre 1318 confermò con indulgenze la devozione di salutare con tre Ave Maria la beata Vergine al tramonto del sole al segno del suono della campana e con bolla del 7 maggio 1327 concesse dieci giorni d'indulgenza a chi genuflesso recitasse tale devozione e diede ordine al suo Vicario Generale per la città di Roma che quivi la comandasse con la medesima indulgenza. In Francia la pratica fu adottata nel Concilio di Parigi del 1346. Con il principio del XIV secolo in molti luoghi si usava un'analoga preghiera quando si suonava la campana al mattino: tale uso entrò nelle consuetudini in quel secolo e nel seguente.
L'aggiunta del suono delle campane dell'Angelus anche a mezzogiorno con la recita di tre Ave Maria, secondo alcuni si deve a papa Gregorio IX (1227-1241), secondo altri al re di Francia Luigi IX (1226-1270) oppure a papa Callisto III (1455-1458). Il suono della campana a mezzogiorno per la preghiera era limitato in alcune diocesi solo al venerdì, ma si estese a tutti i giorni quando papa Callisto III nel 1456 eccitò i cristiani a pregare per l'esercito cristiano che in Ungheria stava combattendo per la fede perché vincesse la guerra contro i Turchi. La recita tripla venne ratificata anche dal re di Francia Luigi XI, che nel 1472 ordinò per il suo regno il suono delle campane tre volte al giorno invitando i suoi sudditi a ricordarsi della Vergine Madre di Dio, ed egli stesso all'annuncio scendeva da cavallo e s'inginocchiava sulla nuda terra per pregare. Una testimonianza certa della recita tre volte al giorno si trova negli statuti di Francesco de Puteo, priore della Grande Chartreuse, il quale visse all'inizio del XVI secolo. Da quel secolo giunge fino a noi l'usanza della recita tre volte al giorno.
I papi Callisto III (1455-1458), Paolo III (1534-1549), Alessandro VII (1655-1667) e Clemente X (1670-1676) raccomandarono molto la recita dell'Angelus che arricchirono anche di indulgenze, accresciute da Benedetto XIII che il 14 settembre 1724 concesse 100 giorni a quelli che l'avessero recitata in ginocchio (eccetto il sabato sera e la domenica) e al suono della campana. Queste indulgenze non vennero comprese nella generale sospensione delle indulgenze che si soleva fare nell'anno santo: così disposero Benedetto XIII nel 1725, Benedetto XIV con la bolla Cum nos nuper del 17 maggio 1749, Clemente XIV con la bolla del 15 maggio 1774, Leone XII con la bolla del 10 giugno 1824. Leone XIII (1878-1903) modificò, rendendole più facili, le condizioni per lucrare l'indulgenza.

### Gli Angelus domenicali dei papi
La preghiera dell'Angelus è rimasta popolare per la sua diffusione attraverso le emittenti radio e televisive.
L'inizio delle trasmissioni avvenne nel 1954 in seguito a un'intuizione del medico italiano Luigi Gedda, che propose a papa Pio XII, nell'udienza a lui concessa il 10 marzo di quell'anno, la recita della preghiera ai microfoni della Radio Vaticana affinché i fedeli potessero unirsi al pontefice nell’invocare l’aiuto dell'Assunta, il cui dogma era stato proclamato dal medesimo papa nel 1950, ricorrendo nel 1954 l'anno mariano. Nonostante il Pontefice non avesse condiviso la proposta, che reputava non efficace, in una successiva udienza privata svoltasi il 26 giugno del medesimo anno il professore rinnovò la medesima domanda di recitare l’Angelus il 15 agosto ai microfoni della Radio Vaticana dalla residenza estiva di Castel Gandolfo, anche perché in quella giornata i papi avevano l’usanza di celebrare la festa dell’Assunta con un pontificale nella vicina Parrocchiale Pontificia di San Tommaso da Villanova percorrendo a piedi il tragitto dal palazzo apostolico alla chiesa e viceversa, percorso che sempre riscuoteva l'entusiastico fervore dei fedeli. Con tale motivazione Pio XII questa volta acconsentì alla richiesta di Gedda, che l'aveva presentata anche a nome dell’Azione Cattolica Italiana, di cui era presidente generale.
Il 15 agosto 1954, solennità dell’Assunzione, l'Angelus fu così radiodiffuso dalla Radio Vaticana a cui si era collegata la Radiotelevisione Italiana. Al ritorno del Papa in Vaticano dalla sua vacanza a Castel Gandolfo, onde evitare che egli, sofferente di una malattia gastrica, si affaticasse con una udienza collettiva, Gedda gli suggerì di recitare l’Angelus affacciandosi alla piazza San Pietro dalla finestra del suo studio privato nel Palazzo Apostolico. Il Papa accettò e da allora prosegue la trasmissione dell'Angelus tramite Radio Vaticana: ogni domenica, a mezzogiorno, il papa tiene un breve discorso al termine del quale recita l'Angelus che, nel Tempo Pasquale, viene sostituito dal Regina Caeli.
Nel 1977, durante il pontificato di Paolo VI, Gedda pensò di promuovere l'Angelus alla televisione con un'emittente televisiva cattolica, Teleradiosole, che trasmise regolarmente gli Angelus domenicali del papa. Successivamente la stessa emittente poté trasmettere via satellite l'Angelus in Argentina attraverso la televisione di Stato, Canale 7, che a sua volta lo ritrasmetteva ad altre 28 emittenti locali argentine. Questa trasmissione durò soltanto un anno, ma in seguito molte altre stazioni radio e televisive di tutto il mondo, anche attraverso l'Eurovisione, iniziarono a trasmettere ogni domenica la recita dell'Angelus del Papa con il relativo discorso.

## Indulgenze
Papa Benedetto XIII il 14 settembre 1724 annetté alla recita dell'Angelus l'indulgenza di 100 giorni al fedele che la recitasse in ginocchio (in piedi al sabato sera e alla domenica) all'aurora, a mezzogiorno e al tramonto, al suono della campana. Leone XIII (1878-1903) modificò, rendendole più facili, le condizioni per ottenere il dono dell'indulgenza. Fino alla riforma delle indulgenze attuata da papa Paolo VI nel 1967 era ancora concessa l'indulgenza di 100 e plenaria una volta al mese, purché l’avesse recitato ogni giorno nei tre tempi della giornata prescritti (aurora, mezzogiorno, tramonto), e si fosse confessato e comunicato.
L'Enchiridion Indulgentiarum attualmente include un'indulgenza parziale per i fedeli che recitano l'Angelus nei tre tempi prescritti, come pure per la recita del Regina Caeli che sostituisce l'Angelus nel tempo pasquale. La concessione è data per i testi approvati dalla Santa Sede, quindi per i testi in lingua volgare è necessario che siano approvati dalle Conferenze episcopali e successivamente confermati della Congregazione per il Culto Divino e la Disciplina dei Sacramenti. Pertanto le traduzioni difformi non sono indulgenziate e possono essere eventualmente usate per la recita privata. Come per tutte le indulgenze, è necessario essere in stato di grazia; inoltre, l'indulgenza è applicabile a sé stessi o alle anime dei defunti, ma non è applicabile ad altre persone viventi sulla terra.

## Struttura
La preghiera dell'Angelus consiste di tre brevi testi che raccontano l'episodio dell'Incarnazione sulla base del Vangelo di Luca ( 1,26-38.), recitati come versetti e responsorio ed alternati con la preghiera dell'Ave Maria. Fin qui il testo indulgenziato. Seguono il Gloria al Padre (detto tre volte o anche una sola volta), si può aggiungere il Requiem aeternam una volta. C'è chi aggiunge la recita dell'Angelo di Dio prima del Requiem. Nella celebrazione comune chi presiede conclude con la benedizione. Questa ha una formula diversa a seconda che presieda un laico o un ministro ordinato (sacerdote o diacono) oppure un vescovo. Quando è presieduta dal sommo pontefice, la benedizione è detta apostolica o papale e ha una formula diversa soltanto quella Urbi et Orbi.

## Celebrazione
L'Angelus si recita tutti i giorni, tranne che nel Tempo di Pasqua in cui è sostituito dal Regina Caeli e nei giorni della Passione del Signore nei quali è sostituito dall'antifona Christus factus est.
La preghiera dell'Angelus è prevista per i tre momenti della giornata: «all'aurora, a mezzogiorno, al tramonto». I fedeli sono richiamati dal suono della campana dell'Ave Maria. Questa campana ha segnalato per secoli l'inizio e la fine del lavoro nei campi e la pausa di mezzogiorno per il pranzo. In pratica, dato il mutare dell'organizzazione del lavoro, tra l'altro in una società sempre meno contadina, nelle comunità religiose e dai devoti la preghiera viene detta al mattino all'inizio delle proprie attività, prima del pranzo e al termine delle attività, in chiesa quando sono presenti i fedeli per una celebrazione prima delle altre azioni liturgiche al mattino e dopo di esse alla sera.
La preghiera si può recitare in ginocchio o in piedi e sempre in piedi dalla sera del sabato e la domenica, come pure in piedi va recitato il Regina Caeli nel tempo pasquale.
Chi presiede inizia con il segno della croce o premettendo la recita del segno della croce. Tradizionalmente, nel rispondere al terzo versicolo Et Verbum caro factum est, tutti si segnano sulla fronte, sulla bocca e sul petto.
Alla benedizione tutti si segnano con il segno della croce insieme a chi presiede se è un laico, se chi presiede è un diacono o un sacerdote i fedeli si segnano quando il ministro ordinato traccia su di essi il segno della croce o il triplice segno di croce se è vescovo. Lo stesso ministro ordinato traccia un segno di croce quando dice con i fedeli il Requiem æternam.

## Testi dell'Angelus
I testi qui proposti sono ripresi dal nuovo Benedizionale con le aggiunte tradizionali ancora in uso dai pontefici e in molti luoghi.
| (LA) | (IT) |
| --- | --- |
| ℣. Angelus Domini nuntiavit Mariae. ℟. Et concepit de Spiritu Sancto. ℣ Ave, Maria, gratia plena, Dominus tecum: benedicta tu in mulieribus et benedictus fructus ventris tui, Iesus. ℟. Sancta Maria, Mater Dei, ora pro nobis peccatoribus nunc et in hora mortis nostrae. Amen. ℣. Ecce ancilla Domini. ℟. Fiat mihi secundum verbum tuum. ℣ Ave, Maria, gratia plena, Dominus tecum: benedicta tu in mulieribus et benedictus fructus ventris tui, Iesus. ℟. Sancta Maria, Mater Dei, ora pro nobis peccatoribus nunc et in hora mortis nostrae. Amen. ℣. Et Verbum caro factum est. ℟. Et habitavit in nobis. ℣ Ave, Maria, gratia plena, Dominus tecum: benedicta tu in mulieribus et benedictus fructus ventris tui, Iesus. ℟. Sancta Maria, Mater Dei, ora pro nobis peccatoribus nunc et in hora mortis nostrae. Amen. ℣. Ora pro nobis, sancta Dei Genitrix. ℟. Ut digni efficiamur promissionibus Christi. ℣. Oremus. Gratiam tuam quaesumus, Domine, mentibus nostris infunde; ut qui, angelo nuntiante, Christi Filii tui Incarnationem cognovimus, per passionem eius et crucem, ad resurrectionis gloriam perducamur. Per eundem Christum Dominum nostrum. ℟. Amen. ℣ Gloria Patri, et Filio, et Spiritui Sancto. ℟. Sicut erat in principio, et nunc, et semper, et in saecula saeculorum. Amen. ℣ Gloria Patri, et Filio, et Spiritui Sancto. ℟. Sicut erat in principio, et nunc, et semper, et in saecula saeculorum. Amen. ℣ Gloria Patri, et Filio, et Spiritui Sancto. ℟. Sicut erat in principio, et nunc, et semper, et in saecula saeculorum. Amen. ℣ Pro fidelibus defunctis: ℣ Requiem aeternam dona eis, Domine, ℟. et lux perpetua luceat eis. ℣ Requiescant in pace. ℟. Amen. | ℣ L'Angelo del Signore portò l'annunzio a Maria. ℟ Ed ella concepì per opera dello Spirito Santo. ℣ Ave, o Maria, piena di grazia, il Signore è con te. Tu sei benedetta fra le donne e benedetto è il frutto del tuo seno, Gesù. ℟ Santa Maria, Madre di Dio, prega per noi peccatori, adesso e nell'ora della nostra morte. Amen. ℣ Eccomi, sono la serva del Signore. ℟ Si compia in me la tua parola. ℣ Ave, o Maria, piena di grazia, il Signore è con te. Tu sei benedetta fra le donne e benedetto è il frutto del tuo seno, Gesù. ℟ Santa Maria, Madre di Dio, prega per noi peccatori, adesso e nell'ora della nostra morte. Amen. ℣ E il Verbo si fece carne. ℟ E venne ad abitare in mezzo a noi. ℣ Ave, o Maria, piena di grazia, il Signore è con te. Tu sei benedetta fra le donne e benedetto è il frutto del tuo seno, Gesù. ℟ Santa Maria, Madre di Dio, prega per noi peccatori, adesso e nell'ora della nostra morte. Amen. ℣ Prega per noi, santa Madre di Dio. ℟ Perché siamo resi degni delle promesse di Cristo. ℣ Preghiamo. Infondi nel nostro spirito la tua grazia, o Padre; tu, che nell'annunzio dell'angelo ci hai rivelato l'incarnazione del tuo Figlio, per la sua passione e la sua croce guidaci alla gloria della risurrezione. Per Cristo nostro Signore. ℟ Amen. ℣ Gloria al Padre e al Figlio e allo Spirito Santo. ℟ com'era nel principio e ora e sempre nei secoli dei secoli. Amen. ℣ Gloria al Padre e al Figlio e allo Spirito Santo. ℟ com'era nel principio e ora e sempre nei secoli dei secoli. Amen. ℣ Gloria al Padre e al Figlio e allo Spirito Santo. ℟ com'era nel principio e ora e sempre nei secoli dei secoli. Amen. ℣ Per i fedeli defunti: ℣ L'eterno riposo dona a loro, o Signore ℟ e splenda ad essi la luce perpetua. ℣ Riposino in pace. ℟ Amen. |
| Conclusione | |
| Se chi presiede è un laico: | |
| ℣ Dominus nos benedicat, ✠ et ab omni malo defendat, et ad vitam perducat aeternam. ℟. Amen. | ℣. Il Signore ci benedica, ✠ ci preservi da ogni male, e ci conduca alla vita eterna. ℟. Amen. |
| Se chi guida la preghiera è sacerdote o diacono può concludere dicendo: | |
| ℣ Benedicat vos omnipotens Deus, Pater et Filius ✠ et Spiritus Sanctus. ℟. Amen. | ℣. Vi benedica Dio onnipotente, Padre e Figlio ✠ e Spirito Santo. ℟. Amen. |
| Se chi guida la preghiera è il papa o un vescovo: | |
| ℣. Sit nomen Domini benedictum. ℟. Ex hoc nunc et usque in saeculum. ℣. Adiutorium nostrum in nomine Domini. ℟. Qui fecit caelum et terram. ℣. Benedicat vos omnipotens Deus, Pater, et Filius, ✠ et Spiritus Sanctus. ℟. Amen. | ℣ Sia benedetto il nome del Signore. ℟ Ora e sempre. ℣ Il nostro aiuto è nel nome del Signore. ℟ Egli ha fatto cielo e terra. ℣ Vi benedica Dio onnipotente, Padre, e Figlio, ✠ e Spirito Santo. ℟ Amen. |
| Nel giorno di Natale a mezzogiorno, in luogo di quest'ultima formula, il papa usa il formulario della benedizione Urbi et Orbi. | |

## Significato
Papa Paolo VI menzionò la preghiera dell'Angelus nell'esortazione apostolica Marialis Cultus sulla devozione alla Madonna, ed esortò a mantenere viva la consuetudine di recitarlo ogni giorno:
(Paolo VI, Marialis Cultus, n. 41)

## Regina Caeli
Da Pasqua a Pentecoste al posto dell'Angelus viene recitato il Regina Caeli, una preghiera che celebra la risurrezione di Gesù Cristo. Fu Benedetto XIV (1740-1758) che stabilì che questa preghiera sostituisse l'Angelus in tutto il Tempo Pasquale, ordinando che si recitasse stando in piedi, e concedendo le stesse indulgenze dell'Angelus. Quando è usato al posto dell'Angelus si usa il testo seguente:
| (LA) | (IT) |
| --- | --- |
| ℣ Regina caeli, laetare, alleluia. ℟ Quia quem meruisti portare, alleluia. ℣ Resurrexit, sicut dixit, alleluia. ℟ Ora pro nobis Deum, alleluia. ℣ Gaude et laetare, Virgo Maria, alleluia. ℟ Quia surrexit Dominus vere, alleluia. ℣ Oremus. Deus, qui per resurrectionem Filii tui Domini nostri Iesu Christi mundum laetificare dignatus es, praesta, quaesumus, ut per eius Genetricem Virginem Mariam perpetuae capiamus gaudia vitae. Per eundem Christum Dominum nostrum. ℟ Amen. | ℣ Regina del cielo, rallegrati, alleluia. ℟ Cristo che hai portato nel grembo, alleluia. ℣ È risorto, come aveva promesso, alleluia. ℟ Prega il Signore per noi, alleluia. ℣. Rallegrati, Vergine Maria, alleluia. ℟ Il Signore è veramente risorto, alleluia. ℣ Preghiamo. O Dio, che nella gloriosa risurrezione del tuo Figlio hai ridato la gioia al mondo intero, per intercessione di Maria Vergine, concedi a noi di godere la gioia della vita senza fine. Per Cristo nostro Signore. ℟ Amen. |
| Seguono i tre Gloria, il Requiem e la benedizione come detto per l'Angelus, salvo che per il papa a mezzogiorno del giorno di Pasqua, in quanto impartisce la benedizione Urbi et Orbi, dopo aver pronunciato il messaggio, omettendo il Regina Caeli, se è stato cantato al termine della Messa che ha preceduto il messaggio. | |

## Christus factus est
Nei giorni della Passione del Signore l'Angelus è sostituito dall'antifona Christus factus est che si può recitare o cantare e che varia per ciascun giorno come segue:

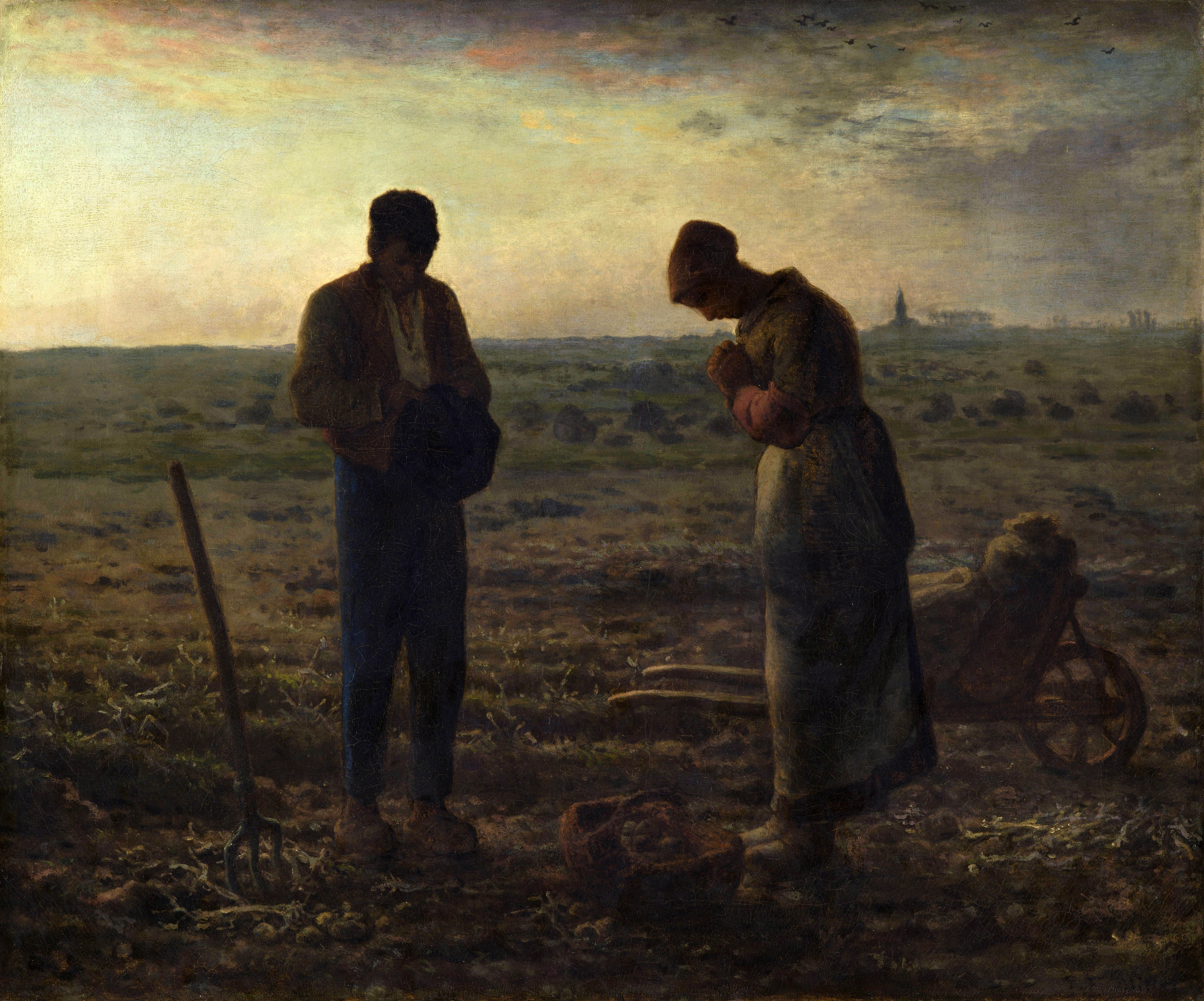
L'Angelus di Jean-François Millet (1814-1875)

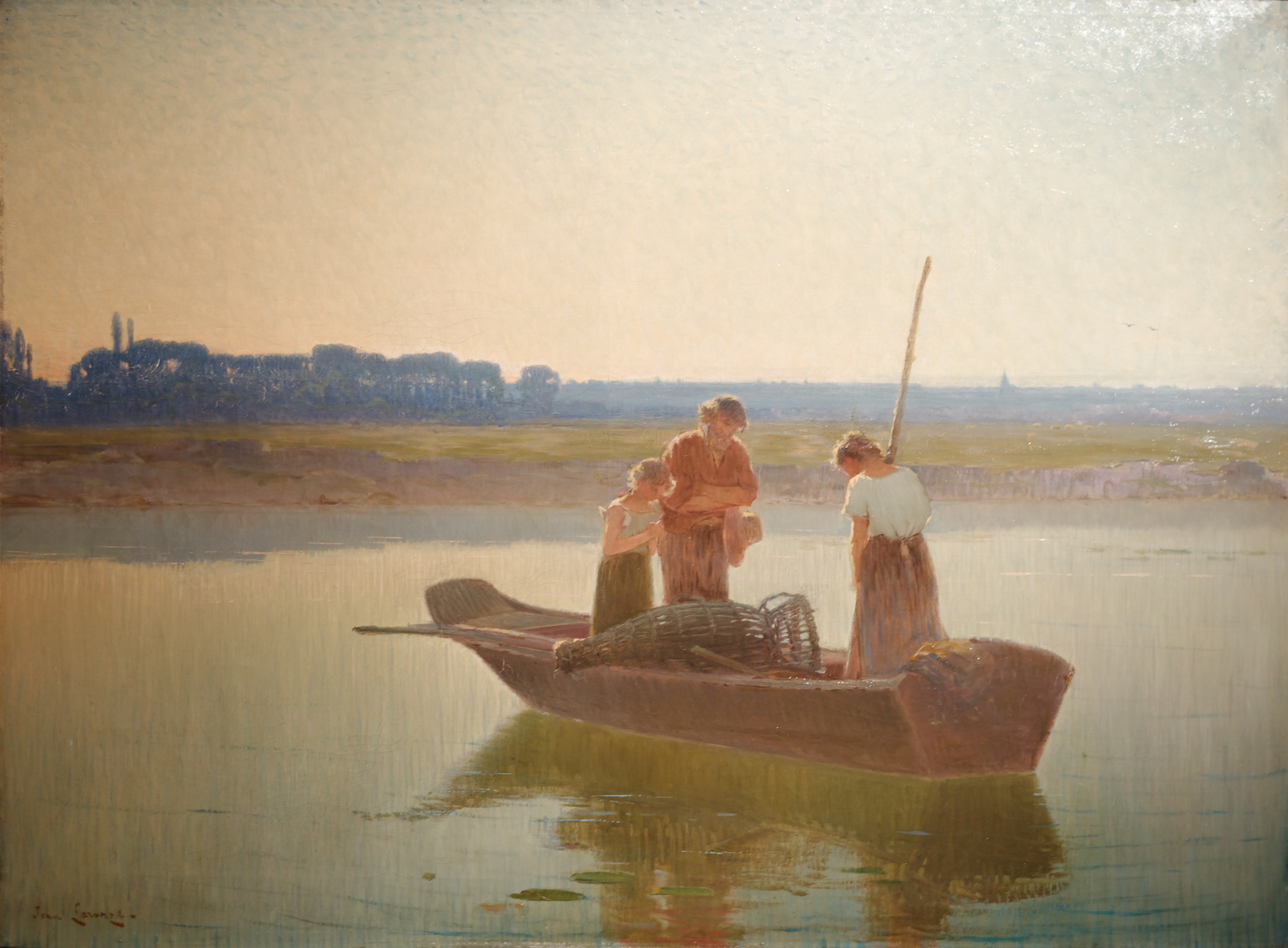
L'Angelus di Jean Laronze (1852-1937)

| (LA) | (IT) |
| --- | --- |
| al giovedì santo sera: | |
| Christus factus est pro nobis obœdiens usque ad mortem                                                                                               | Cristo per noi si è fatto obbediente sino alla morte                                                                                             |
| al venerdì santo: | |
| Christus factus est pro nobis obœdiens usque ad mortem, mortem autem crucis                                                                          | Cristo per noi si è fatto obbediente sino alla morte, e alla morte in croce.                                                                     |
| al sabato santo: | |
| Christus factus est pro nobis obœdiens usque ad mortem crucis. Propter quod et Deus exaltavit illum, et dedit illi nomen, quod est super omne nomen. | Per questo Dio lo ha innalzato e gli ha dato un nome che è al di sopra di ogni altro nome. Cristo per noi si è fatto obbediente sino alla morte. |

## L'Angelus nella pittura
Il pittore francese Jean-François Millet (1814-1875) ha un quadro dal titolo "L'Angelus", nel quale, verso sera, al tramonto, un giovane marito e una giovane moglie, interrompono il lavoro dei campi, e, ripiegati su se stessi, in atto di recitare l'Angelus, al suono di una campana lontana ma percepibile.

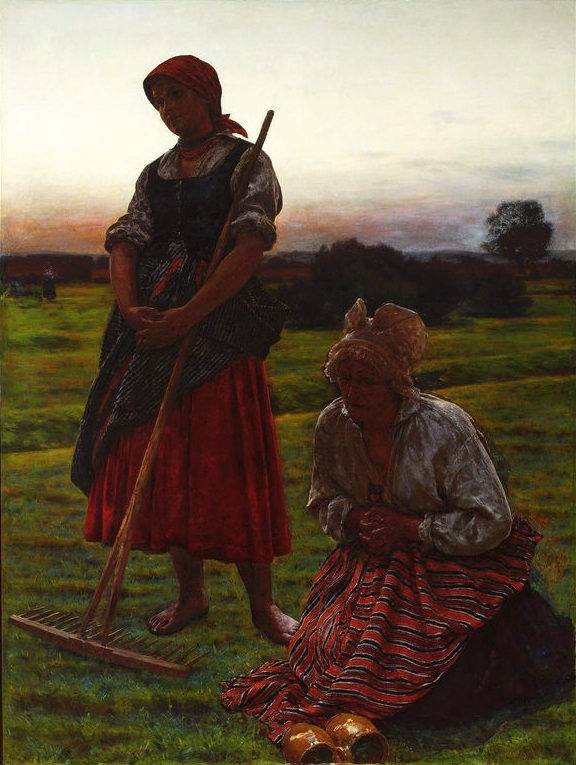
L'Angelus di Alexander Gierymski (1850-1901)

Il pittore italiano Giovanni Segantini (1858-1899) dipinse una tela: "Ave Maria a trasbordo", nella quale una barca, sulla sera, trasborda delle persone all'altra riva del lago o del mare, simbolo del passaggio dal tempo all'eternità, al suono della campana dell'Ave Maria.

## L'Angelus nella poesia
Giosuè Carducci dedica l'ultima parte della sua poesia La chiesa di Polenta all'Angelus. L'Autore nella nota esplicativa che pone a questi suoi versi, ricorda che nella seduta del 20 dicembre 1889 del Consiglio Provinciale di Forlì era venuta in discussione la spesa per i restauri della chiesa "polentana", edificio di culto di proprietà dei signori da Polenta che avevano dato ospitalità a Dante Alighieri. Alla proposta di non doversi sprecare denaro pubblico per conservare chiese, quando sarebbe meglio abbattere quelle ancora in piedi, il mazziniano Aurelio Saffi, che presiedeva l'adunanza, parlando da uomo di cultura, disse fra l'altro: «Quale italiano non vorrà conservata e onorata una chiesa dove Dante pregò?», convincendo con tale argomento i consiglieri repubblicani ad approvare la spesa per la chiesa di San Donato. Il poeta plaude al voto favorevole e, nella seconda metà del luglio 1897, canta quella chiesetta, assomigliandola ad una 'madre vegliarda' che continua a parlare ai figli con la rinata voce delle sue campane.
madre vegliarda, o tu rinnovellata
itala gente da le molte vite,
rendi la voce
de la preghiera: la campana squilli
ammonitrice: il campanil risorto
canti di clivo in clivo a la campagna
Ave Maria.
Ave Maria! Quando su l'aure corre
I'umil saluto, i piccioli mortali
scovrono il capo, curvano la fronte
Dante ed Aroldo.
Una di flauti lenta melodia
passa invisibil fra la terra e il cielo:
spiriti forse che furon, che sono
e che saranno?
Un oblio lene de la faticosa
vita, un pensoso sospirar quïete,
una soave volontà di pianto
I'anime invade.
Taccion le fiere e gli uomini e le cose,
roseo 'I tramonto ne l'azzurro sfuma,
mormoran gli alti vertici ondeggianti
Ave Maria.»
(Giosuè Carducci, La chiesa di Polenta)